# Drusus vinconi
Drusus vinconi är en nattsländeart som beskrevs av Füsun Sipahiler 1992. Drusus vinconi ingår i släktet Drusus och familjen husmasknattsländor. Inga underarter finns listade i Catalogue of Life.